# 克利多胞形
在幾何學中，克利多胞形（Kleetope）是多面體的一個類別，是描述一個多面體或更高維度的多胞體，它的面或胞被另一種多面體、錐體替換而產生的幾何圖形。美國數學家Victor Klee最先描述它們並命名為Kleetope，目前其中文名稱還沒有共識，但命名通常視情況而定，例如在多面體中會議被套用之面之邊數命名，如套用於四面體上稱為三角化四面體。

## 例子
三角化四面體是四面體經克利變換的像、三角化八面體是八面體經克利變換的像、還有三角化二十面體是二十面體經克利變換的像。在上述每種情況下形成的克利多胞形都是在原始多面體的每個面加入一個三角錐。
| 三角化四面體 克利變換的正四面體 | 四角化六面體 克利變換的立方體 | 三角化八面體 克利變換的正八面體 | 五角化十二面體 克利變換的正十二面體 | 三角化二十面體 克利變換的正二十面體 |

| 四角化菱形十二面體 克利變換的菱形十二面體 | 四角化菱形三十面體 克利變換的菱形三十面體 | 三角化五角化截半二十面體 克利變換的截半二十面體 |

|  |  |  |  |